# Korncirkler
Korncirkler er en fællesbetegnelse for geometriske mønstre i kornmarker.
Korncirkler er geometriske formationer af nedlagte planter, der danner et mønster, når planterne ligger ned. Disse "tegninger" i terrænet er blevet fundet i alle former for afgrøder og bevoksninger med vilde planter.
Meninger og konspirationsteorier om, hvad eller hvem der står bag korncirkler, er mange og omfattende:
- De er opstået under særlige vejrforhold (hvirvelvind-systemer)
- De frembringes af energisystemer i jorden
- De er manifestationer af andre dimensioner eller parallelle universer
- De frembragt af folks kollektive underbevidsthed (beskrevet af Carl Gustav Jung)
- De er skabt af andre civilisationer i universet
- Militæret laver dem ved hjælp af avanceret teknologi
- De er alle menneskeskabte.

## Korncirklens historie
Korncirkler er især kendt fra England, hvor de er nævnt i skriftlige kilder fra 1600-tallet. I Frankrig er korncirkler første gang omtalt i en hekseproces i byen Assenencourt i 1590 (Remigus, Nicholaus: Deamonolatria. Frankfurt 1590), og i det sydlige Afrika kender vi dem fra begyndelsen af 1900-tallet.. Korncirkler er også omtalt flere hundrede år tilbage i sagn og folklore i Europa og Nordamerika. Fra midten af 1800-tallet omtales de relativt hyppigt i både England og i andre europæiske lande. 
Fra midten af 1980'erne blev der rapporteret om flere, større og mere komplekse korncirkler i England, og senere også i Tyskland, Holland, Belgien, Canada og Italien. Siden begyndelsen af 1990'erne har der været rapporteret om 200 korncirkler rundt om i verden hvert år, hvoraf cirka halvdelen i England I Danmark er der siden 1995 blevet registreret ca. 30 korncirkler. 